# Larisa Kabakova
Larisa Kabakova –en ruso, Лариса Кабакова– (nacida Larisa Beznitskaya, 1953) es una deportista soviética que compitió en piragüismo en la modalidad de aguas tranquilas. Ganó tres medallas en el Campeonato Mundial de Piragüismo entre los años 1973 y 1975.

## Palmarés internacional
| Campeonato Mundial | Campeonato Mundial        | Campeonato Mundial | Campeonato Mundial |
| Año                | Lugar                     | Medalla            | Evento             |
| ------------------ | ------------------------- | ------------------ | ------------------ |
| 1973               | Tampere (Finlandia)       | Medalla de oro     | K4 500 m           |
| 1974               | Ciudad de México (México) | Medalla de plata   | K4 500 m           |
| 1975               | Belgrado (Yugoslavia)     | Medalla de plata   | K4 500 m           |